# Amalia Dupré
María Luisa Amalia Dupré (Florencia, 26 de noviembre de 1842 - Florencia, 23 de mayo de 1928), más conocida como Amalia Dupré, fue una escultora italiana.

Santa Reparata, en la catedral Santa Maria del Fiore, en Florencia.

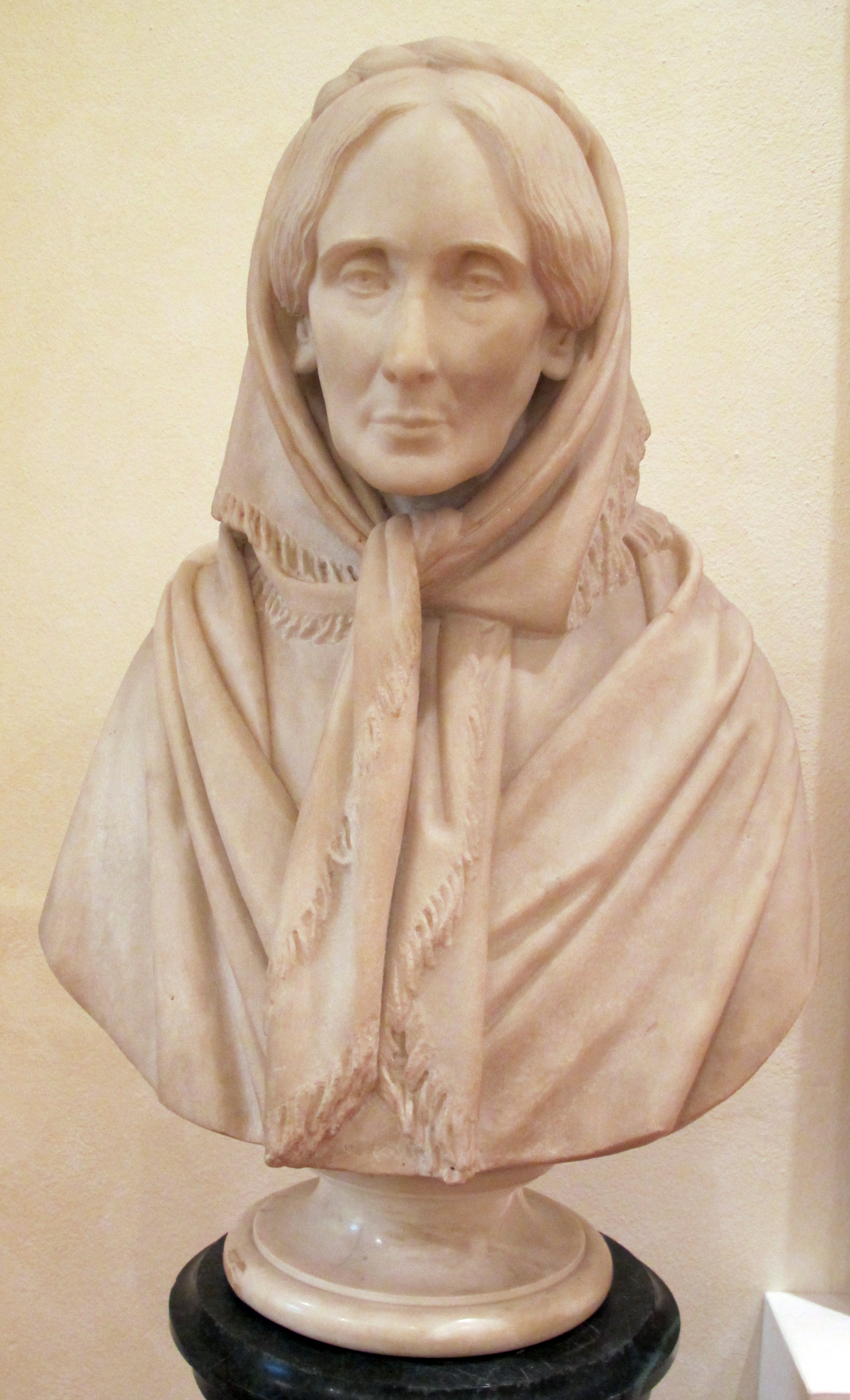
Enrichetta Pieragnoli, busto de la esposa del filósofo Augusto Conti.

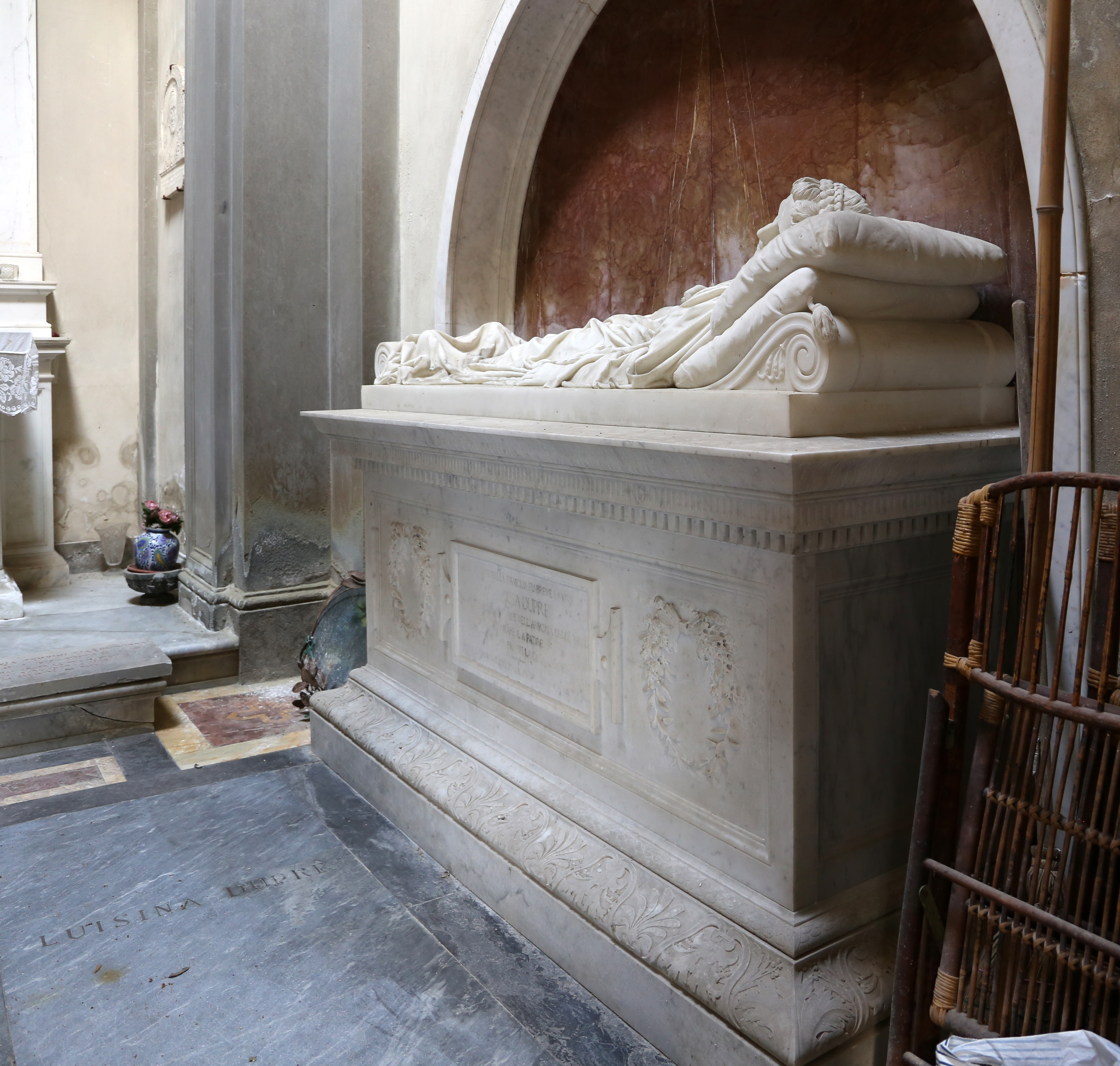
Monumento funerario de Luisina Dupré, en el cementerio de Fiesole.

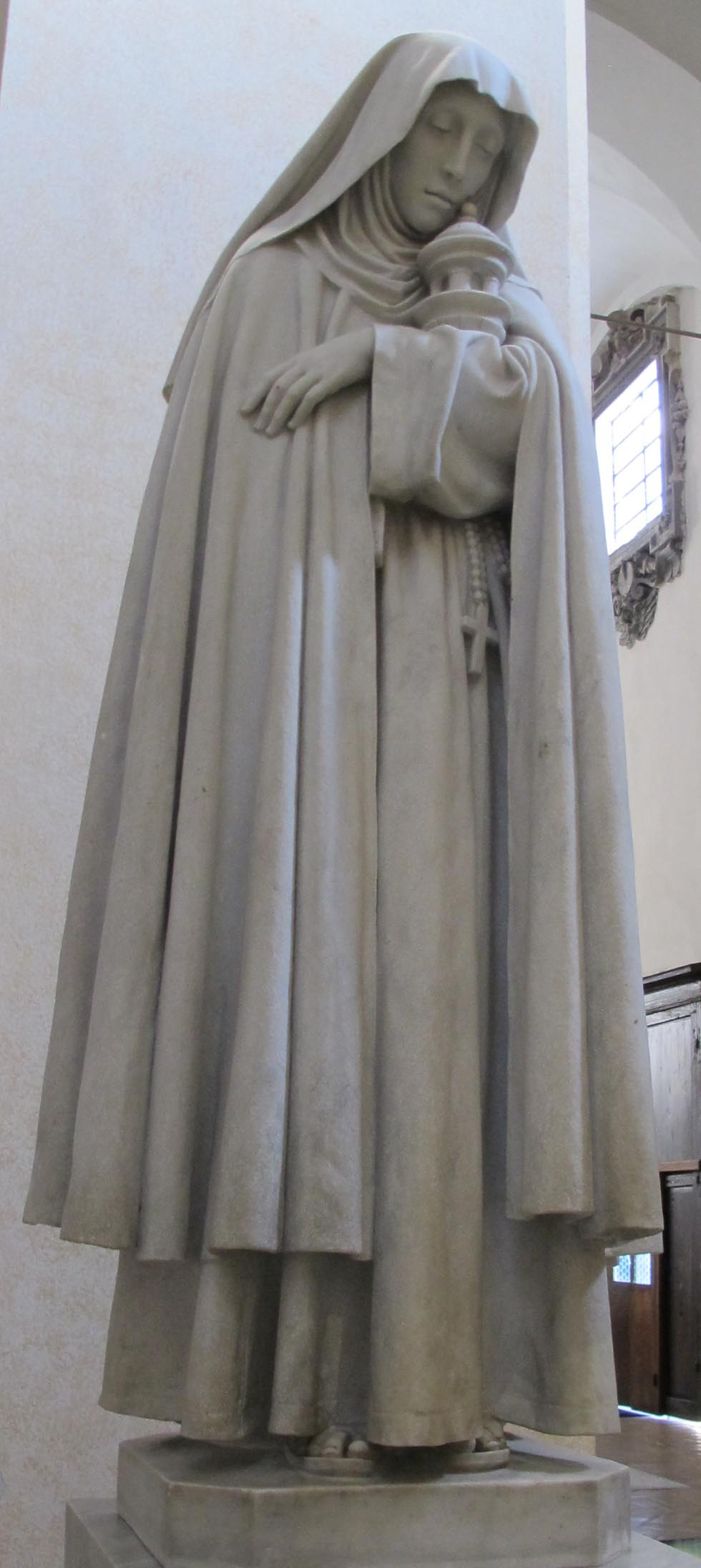
Santa Chiara en la catedral de Asís.

## Biografía
Sus padres fueron Maria Mecocci y el escultor Giovanni Dupré, con quien realizó varias obras en colaboración; nacida en una época en la que las mujeres escultoras eran pocas, tuvo el beneficio de contar con la enseñanza de su padre desde muy temprana edad, tanto en escultura como en dibujo.
Se dedicó principalmente a las figuras religiosas y al arte funerario, como la escultura de su hermana Luisina para su sepultura en la capilla familiar. Una de las obras más importantes fue la que realizó en el púlpito de mármol de la Catedral de San Miniato (Cattedrale di Santa Maria Assunta e San Genesio), en San Miniato, Pisa, entre 1863 y 1866: las figuras en bajorrelieve de San Giuseppe, San Pietro, San Paolo, San Francesco di Sales, San Genesio, San Carlo Borromeo, Cristo risorto y Vergine Maria.
Tras el fallecimiento de su padre terminó las obras que él había dejado inconclusas.
En sus últimos años se dedicó a formar en su estudio un museo con las obras de Giovanni Dupré; más tarde se incorporarían las de su sobrina Amalia Ciardi Dupré.
Fue enterrada en la capilla familiar del cementerio de Fiesole, en la que también fueron sepultados sus padres y su hermana Luisina.

## Obras
Se citan algunas de sus obras:
- 1862 - Giotto fanciullo, escultura en yeso con estilo neoclásico; un modelo en mármol fue presentado en la Exposición Universal de París en 1867.
- 1862/64 - "Historia", bajorrelieve para la tumba de Jacopo Buonaparte, Catedral de San Miniato.
- 1862/64 - Física, bajorrelieve para la tumba del médico y político Gioacchino Taddei, Catedral de San Miniato.
- 1862/64 - Poesía, bajorrelieve para la tumba del poeta Pietro Bagnoli, Catedral de San Miniato.
- 1862/64 - Religión, bajorrelieve para la tumba del obispo Francesco Poggi, Catedral de San Miniato.
- 1863/66 - Bajorrelieves en el púlpito de mármol de la catedral de San Miniato.
- 1866 - Giuseppe Conti, altorrelieve en mármol, San Miniato.
- 1867 - Bajorrelieve para la tumba Ravaschieri, en el cementerio de Nápoles.
- 1869 - San Pietro in catene, escultura en yeso. En el Museo dell'Accademia en Montecatini.
- 1872 - Monumento funebre de Luisina Dupré, en la capilla familiar, cementerio de Fiesole.
- c. 1882 - San Francisco, en la Catedral de San Rufino en Asís, obra iniciada por su padre.
- c. 1886 - Santa Chiara d'Assisi, estatua en terracota pintada de blanco; en Cortona, Arezzo.
- c. 1887 - Santa Reparata, escultura en mármol ubicada en un lateral del portal central de la catedral Santa Maria del Fiore, en Florencia.
- 1888 - Enrichetta Pieragnoli, busto de la esposa del filósofo Augusto Conti.
- 1890 - Battesimo di Cristo, Agnone.
- 1895 - Cristo risorto, Agnone.
- 1895 - L'Addolorata, ubicada junto a una escultura de Giovanni Dupré —Cristo morto— en la iglesia de Sant'Emidio en Agnone.
- c. 1904 - Madonna del Carmelo
- Dante, busto en la casa del poeta Alighieri en Florencia.
- Santa Chiara en la catedral de Asís.
- 1913 - Pio Alberto del Corona, bajorrelieve en mármol, Catedral de San Miniato.
- Augusto Conti, medallón.
- Sacra Famiglia, grupo escultórico en yeso, en Frosolone, Isernia.
- Sacra Famiglia, grupo escultórico en terracota pintada, en Trivento, Campobasso.
- Tabernáculo de la Virgen en el Santuario Mariano de San Romano.[1]
- Santa Elisabetta d'Ungheria, estatua en terracota pintada, en Cortona, Arezzo.